# Nederlandsche Kininefabriek
De Nederlandsche Kininefabriek was een fabriek in Maarssen sinds 1904 die kinine maakte uit de bast van op Java aangeplante kinabomen (Cinchona officinalis). Deze aanplant begon zich aldaar vanaf 1872 te ontwikkelen en de Javaanse kinaplantages waren uiteindelijk goed voor 90% van de wereldproductie.
Het procedé om kinine-extract uit de kina-bast te vervaardigen was reeds in 1820 ontdekt. Hiertoe was onder meer zwavelzuur nodig en kwamen aromatenhoudende afvalproducten vrij.

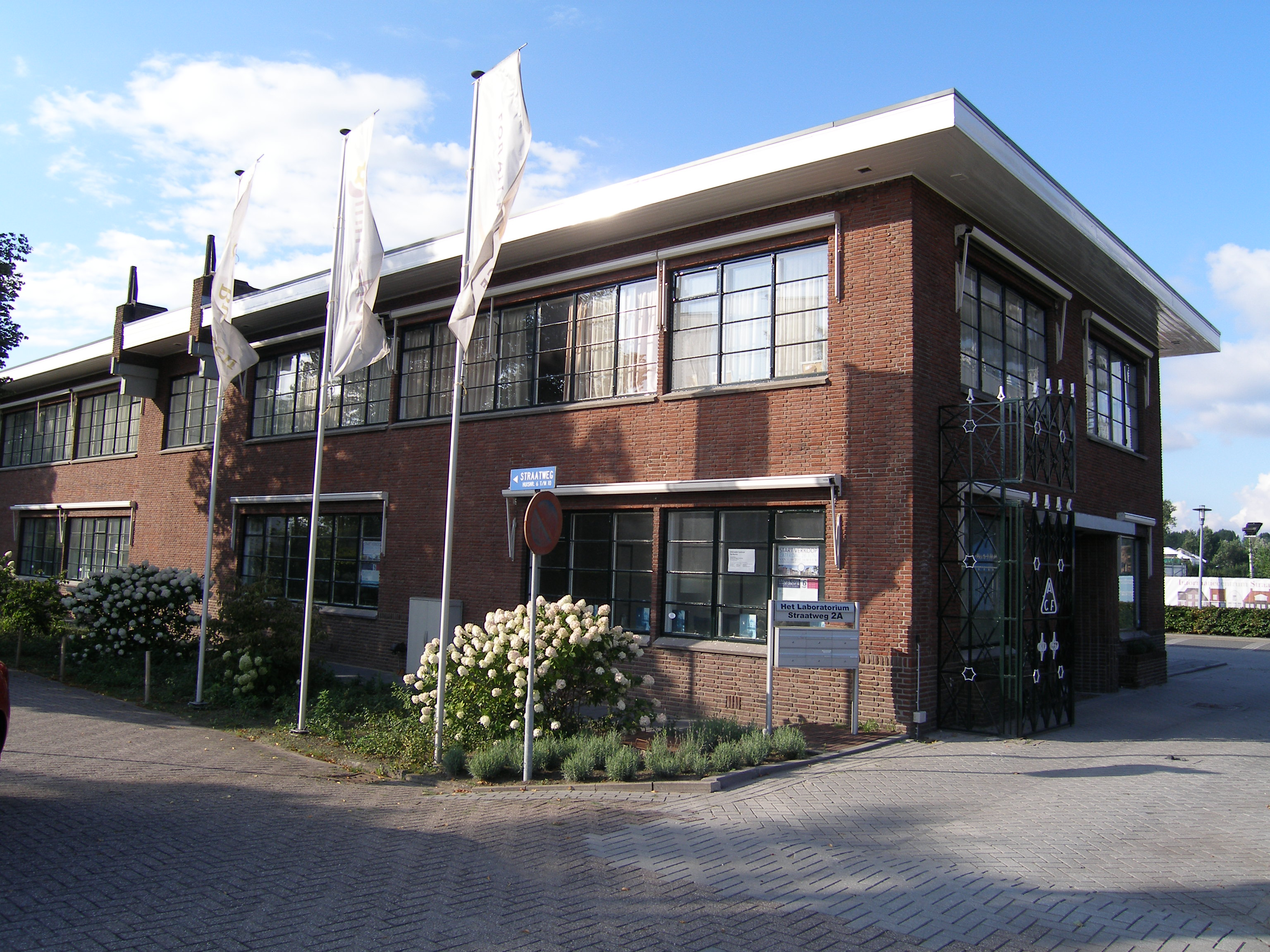
Laboratorium van de kininefabriek in Maarssen

Niet alleen in Bandung werd een kinafabriek opgericht (deze functioneert nog steeds), maar ook in Nederland werd een aantal van dergelijke fabrieken gestart. De eerste fabriek werd gesticht in Amsterdam in 1882. Later kwam ook de Nederlandsche Kininefabriek te Maarssen, die in 1895 begon als een farmaceutisch bedrijfje dat chloroform, ether, zinksulfiet en schietkatoen vervaardigde. Deze werd opgericht door ir. Hendrik van der Woude. Van der Woude kwam in contact met oud medestudent ir. Arent van Linge, die bij de oprichting van de Bandungse kinafabriek betrokken was, en samen begonnen ze op 15 juni 1904 de de N.V. Nederlandsche Kininefabriek Van der Woude en Van Linge, die een jaar later werd hernoemd tot N.V. Nederlandsche Kininefabriek. De markt voor kinine werd op dat moment gedomineerd door Duitse farmaceuten die als een kartel optraden in de aankoop van kininebast op de kininebeurs in Amsterdam, destijds de belangrijkste ter wereld. De NKF wist buiten dit kartel te opereren door via oude contacten in Nederlands-Indië zelf kininebast te verwerven buiten de Amsterdamse beurs om. Ook verkocht het zijn kinine in landen waar het Duitse kartel minder druk kon uitoefenen zoals in de Verenigde Staten. Dit noopte het Duitse kartel in 1907, tijdens de Kinine-conventie, tot het doen van zeer gunstige voorstellen om de NKF binnen hun gelederen te krijgen. Binnen tien jaar was dit bedrijfje uitgegroeid tot een kininefabriek. Het was gevestigd op het landgoed Op Buuren en zette de toon voor de industrialisatie van een deel van de oevers van de Vecht. Door dit alles groeide Maarssen uit tot een industrieplaats. De fabriekslocatie zou overigens in de loop der jaren ernstig vervuild raken, wat begin 21e eeuw resulteerde in de grootste private bodemsanering van Nederland.
Het bedrijf ging in 1976 op in de ACF, de Kinineproductie werd ondergebracht in de dochteronderneming ACF Chemiefarma en in 1986 in ACF Chemie. Deze kwam in 1991 in handen van DSM. Het bedrijf werd ingedeeld bij DSM Minera en de kinineproductie werd gestopt in 2001, waarbij 100 van de 180 personeelsleden ontslagen werden. De handelspoot die sinds 1917 bestond, werd in 1969 samengevoegd in een joint venture met die van Gist-Brocades onder de naam Brocacef.